# Miomantis australis
Miomantis australis är en bönsyrseart som beskrevs av Max Beier 1930. Miomantis australis ingår i släktet Miomantis och familjen Mantidae. Inga underarter finns listade i Catalogue of Life.